# Жарко Шкорић
Жарко Шкорић (Врањска, 23. октобар 1945 — Футог, 19. октобар 2010) био је диригент табмурашких оркестара и наставник музичке културе.

## Биографија
Жарко Шкорић је рођен 1945. године у селу Врањска (Босанска Крупа), у радничкој породици, од оца Милана и мајке Јелене. 1946.године заједно са родитељима као колониста, насељава се у Футог. У Футогу проводи детињство, завршава основну школу након које уписује средњу Музичку школу "Исидор Бајић" у Новом Саду. По завршетку средње школе ступа у радни однос у основној школи у Бачком Брестовцу као наставник Музичке културе, од када уз рад у настави почиње и његов рад у области културе. Исте године уписује Академију уметности у Београду (одељење у Новом Саду) које завршава у року.
На свом педагошком путу истицао се од самог почетка, као уметнички руководилац, као диригент и као организатор, и постигао врхунске резултате у својој пракси дугој 42 године. Био је то рад са хоровима, певачким групама, оркестрима мешовитог састава, оркестрима хармоника, дечијим фолклорима, а посебно место заузима његов рад са тамбурашким оркестрима.

## Награде
Са тамбурашким оркестрима с којима је радио добио је изузетан број диплома, освојио је готово све прве награде, односно златне плакете, а посебно треба истаћи признања:
- Специјална награда и плакета ’’Петар Коњовић’’ која се додељује као признање за најуспешнију праизведбу композиције композитора Војводине
- Златне плакете  Фестивала тамбурашке глазбе Југославије које су освојили Тамбурашки оркестар Културно просветног друштва ’’Матија Губец’’ из Руме и Тамбурашки оркестар ’’Здравко Челар’’ из Челарева  и то 1976. 1981. и 1983. године.
- Октобарска награда града Руме, додељена је Омладинском тамбурашком оркестру ’’Матија Губец’’ за постигнуте врхунске резултате.
- Омладински тамбурашки оркестар из Челарева је добитник две златне и једне сребрне плакете Фестивала музичких друштава Војводине.

## Наступи
Треба истаћи велики број концерата и наступа посебно КПД ’’Матија Губец’’ из Руме, као што су:
- 1971.године за градитеље пруге Брчко-Бановићи а поводом 25 година изградње,
- 1973.године на отварању спомен обележја на Летенци
- 1974.године на спомен обележју Рохаљ базе
- 1975.године на спомен обележју Брчког виса
- 1976.године добитник је " Искре културе" Савеза музичких друштава Војводине
- 1980.године оркестар учествује у програму Војводина UNESКО-у у Сава центру у Београду
- 1981. у новоотвореном Српском народном позоришту
- 1982. оркестар на челу са Жарком Шкорићем добија Орден рада са сребрним венцем.

Са овим Тамбурашким оркестром за 10 година рада,  Жарко Шкорић је освојио 10 златних плакета, једну статуу "Паје Коларића"(Југославија) и плакету и награду "Петар Коњевић".
Након 25 година просветног и културног рада враћа се у Футог где наставља своју каријеру радићи у Основној школи "Десанка Максимовић" где оснива нови Тамбурашки оркестар. Оркестар је бројао 40 чланова, а од оснивања кроз оркестар је прошло око 150 ученика. Од 1990. до 2006.године оркестар је освојио 14 златних и 3 сребрне плакете на нивоу Војводине. На свих 8  до тада одржаних Републичких такмичења, освојио је 8 првих награда.

## Признања
Запаженим стручним и педагошким радом Жарко Шкорић је изабран за предавача на семинарима за стручне руководиоце и диригенте тамбурашких оркестара.
- Добитник је ЗЛАТНЕ ЗНАЧКЕ коју додељује Културно просветна заједница Србије 1978.године.
- 2004.године добитник је дипломе ЛАУРЕАТ  за постигнуте врхунске резултате у области музике коју додељује Извршно веће АП Војводине.
- Добитник је и признања "Др Ђорђе Натошевић"  коју додељује Покрајински секретаријат за образовање и културу Војводине за постигнуте изузетне резултате у образовно-васпитном раду, 2005.године.